# Campionati mondiali di canoa/kayak 1958
I quinti Campionati mondiali di canoa/kayak si sono svolti a Praga (Cecoslovacchia) nel 1958.

## Medagliere
| Pos. | Paese            | Oro | Argento | Bronzo | Totale |
| ---- | ---------------- | --- | ------- | ------ | ------ |
| 1    | Unione Sovietica | 4   | 3       | 4      | 11     |
| 2    | Germania Ovest   | 4   | 2       | 4      | 10     |
| 3    | Polonia          | 2   | 0       | 0      | 2      |
| 4    | Ungheria         | 1   | 5       | 0      | 6      |
| 5    | Romania          | 1   | 0       | 1      | 2      |
| 6    | Finlandia        | 1   | 0       | 0      | 1      |
| 6    | Belgio           | 1   | 0       | 0      | 1      |
| 8    | Cecoslovacchia   | 0   | 3       | 1      | 4      |
| 9    | Svezia           | 0   | 1       | 2      | 3      |
| 10   | Germania Est     | 0   | 0       | 1      | 1      |
| 10   | Danimarca        | 0   | 0       | 1      | 1      |

## Medaglie Canoa

### C1 1000m
| Posizione | Atleta           | Paese            | Tempo |
| --------- | ---------------- | ---------------- | ----- |
|           | Gennady Bukharin | Unione Sovietica |       |
|           | Jiri Vokner      | Cecoslovacchia   |       |
|           | Yuri Vinogradov  | Unione Sovietica |       |

### C1 10000m
| Posizione | Atleta           | Paese            | Tempo |
| --------- | ---------------- | ---------------- | ----- |
|           | Gennady Bukharin | Unione Sovietica |       |
|           | Jiri Vokner      | Cecoslovacchia   |       |
|           | Nichifor Tarara  | Romania          |       |

### C2 1000m
| Posizione | Atleta                          | Paese          | Tempo |
| --------- | ------------------------------- | -------------- | ----- |
|           | Simion Ismailciuc Dumitru Alexe | Romania        |       |
|           | Laszlo Simari Lajos Bodnar      | Ungheria       |       |
|           | Jiri Kodes Vaclav Vocal         | Cecoslovacchia |       |

## Medaglie Kayak

### K1 500m
| Posizione | Atleta           | Paese        | Tempo |
| --------- | ---------------- | ------------ | ----- |
|           | Stefan Kapłaniak | Polonia      |       |
|           | Gert Fredriksson | Svezia       |       |
|           | Dieter Krause    | Germania Est |       |

| Posizione | Atleta              | Paese            | Tempo |
| --------- | ------------------- | ---------------- | ----- |
|           | Yelizaveta Kisslova | Unione Sovietica |       |
|           | Antonina Seredina   | Unione Sovietica |       |
|           | Therese Zenz        | Germania Ovest   |       |

### K1 4x500m
| Posizione | Atleta                                                             | Paese          | Tempo |
| --------- | ------------------------------------------------------------------ | -------------- | ----- |
|           | Paul Lange Meinrad Miltenberger Helmut Herz Fritz Briel            | Germania Ovest |       |
|           | György Meszaros László Kovács Ferenc Hatlaczky Lajos Kiss          | Ungheria       |       |
|           | Henri Lindelof Sven-Olov Sjödelius Gert Fredriksson Carl Va Gerber | Svezia         |       |

### K1 1000m
| Posizione | Atleta           | Paese          | Tempo |
| --------- | ---------------- | -------------- | ----- |
|           | Fritz Briel      | Germania Ovest |       |
|           | Ferenc Hatlaczky | Ungheria       |       |
|           | Gert Fredriksson | Svezia         |       |

### K1 10000m
| Posizione | Atleta              | Paese          | Tempo |
| --------- | ------------------- | -------------- | ----- |
|           | Thorvald Strömberg  | Finlandia      |       |
|           | Ladislav Cepciansky | Cecoslovacchia |       |
|           | Vagn Schmidt        | Danimarca      |       |

### K2 500m
| Posizione | Atleta                               | Paese          | Tempo |
| --------- | ------------------------------------ | -------------- | ----- |
|           | Stefan Kapłaniak Władysław Zieliński | Polonia        |       |
|           | Laszlo Nagy László Kovács            | Ungheria       |       |
|           | Meinrad Miltenberger Paul Lange      | Germania Ovest |       |

| Posizione | Atleta                                | Paese            | Tempo |
| --------- | ------------------------------------- | ---------------- | ----- |
|           | Marija Šubina Nina Grzincheva         | Unione Sovietica |       |
|           | Antonina Seredina Yelizabeta Kisslova | Unione Sovietica |       |
|           | Therese Zenz Ingrid Hartmann          | Germania Ovest   |       |

### K2 1000m
| Posizione | Atleta                                 | Paese            | Tempo |
| --------- | -------------------------------------- | ---------------- | ----- |
|           | Henri Verbrugghe Germain van der Moere | Belgio           |       |
|           | Yevgheni Yacinhenko Ivan Golovachev    | Unione Sovietica |       |
|           | Mihail Kaaleste Anatoliy Demitkov      | Unione Sovietica |       |

### K2 10000m
| Posizione | Atleta                         | Paese          | Tempo |
| --------- | ------------------------------ | -------------- | ----- |
|           | János Urányi László Fábián     | Ungheria       |       |
|           | Heinz Ackers Wilhelm Schlussel | Germania Ovest |       |
|           | Helmuth Stocker Franz Troidl   | Germania Ovest |       |

### K4 1000m
| Posizione | Atleta                                                               | Paese            | Tempo |
| --------- | -------------------------------------------------------------------- | ---------------- | ----- |
|           | Michael Scheuer Georg Lietz Gustav Schimdt Theodor Klein             | Germania Ovest   |       |
|           | György Meszaros Jozsef Pehl András Szente Janos Petroczy             | Ungheria         |       |
|           | Mihail Kaaleste Igor Pisariev Anatoliy Troschenkov Anatoliy Demitkov | Unione Sovietica |       |

### K4 10000m
| Posizione | Atleta                                                                   | Paese            | Tempo |
| --------- | ------------------------------------------------------------------------ | ---------------- | ----- |
|           | Michael Scheuer Georg Lietz Gustav Schimdt Theodor Klein                 | Germania Ovest   |       |
|           | Günther Kruger Walter Sander Heinrich Hell Hubert Birgels                | Germania Ovest   |       |
|           | Nikolas Rudzinskas Volodar Zvezdkin Alfonsas Rudzinskas Vasilii Stepanov | Unione Sovietica |       |